# Disenå
Disenå este o localitate din comuna Sør-Odal, provincia Hedmark, Norvegia, cu o suprafață de 0,47 km² și o populație de 270 locuitori (2013).